# Wilhelm Schlink
Wilhelm Schlink (Offenbach am Main, 4 de julho de 1875 – Darmstadt, 25 de março de 1968) foi um físico alemão.

## Vida
No semestre de verão de 1921 foi professor de mecânica da Universidade Técnica de Darmstadt, sucessor de seu professor Lebrecht Henneberg. Por iniciativa de Schlink foi fundado em 1922 um Instituto de Aerodinâmica, que ocupou uma edificação no Aeroporto de Griesheim. Este instituto deu suporte para as pesquisas de aeronaves do Akaflieg, fundado em 1920 por Max Gutermuth. Em 1924/25 foi eleito reitor da Universidade Técnica de Darmstadt.
Pai do teólogo Edmund Schlink (1903–1984) e avô do jurista e escritor Bernhard Schlink (* 1944).

## Obras

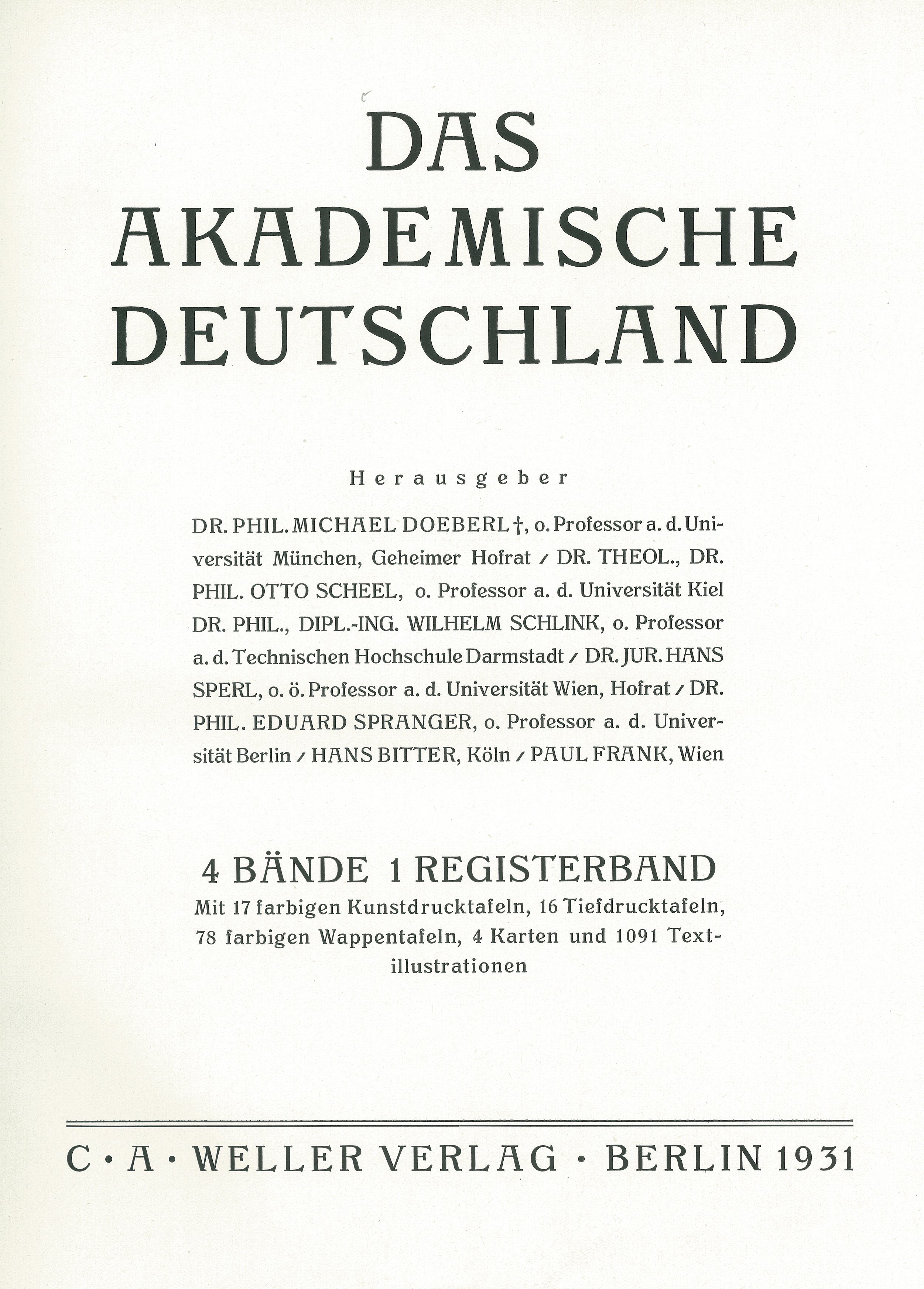
Akademisches Deutschland (1931)

- com Michael Doeberl, Otto Scheel, Hans Sperl, Eduard Spranger, Hans Bitter e Paul Frank (Ed.): Das Akademische Deutschland, 4 Volumes, 1 Registerband von Alfred Bienengräber. C.A. Weller Verlag, Berlim 1931.